# 近交衰退

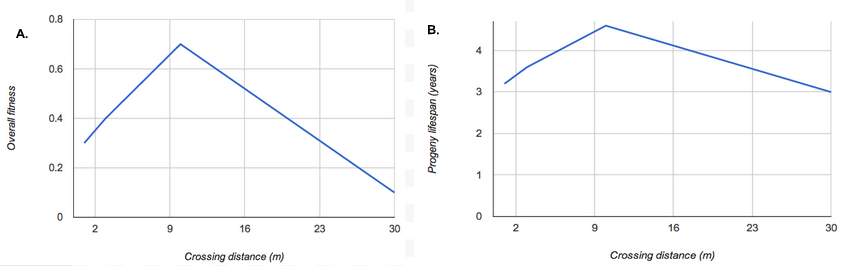
翠雀花的近交衰退。使用和受体植物近亲的花粉杂交产生后代时，A.后代的整体適應度和B.后代寿命都较低。

近交衰退（英語：inbreeding depression）是指种群内由于近亲繁殖而导致种群的適應度下降的情况。种群的生物适应度是指生物体生存和延续其基因的能力。近交衰退经常由种群瓶颈导致。所以一般来说，一个繁殖种群中的遺傳變異或基因庫越丰富，近交衰退的可能性就越小。
近交衰退可能存在于大多数生物群体中，但因交配系统而异。与异型杂交物种相比，雌雄同體物种的近交衰退程度通常较低，因为重复世代的自交可以清除种群内的有害等位基因。例如，异交线虫（蛔虫）Caenorhabditis remanei已被证实极易近交衰退，而与其相近的雌雄同体物种秀麗隱桿線蟲则相反，会遭受远交衰退。

## 原理

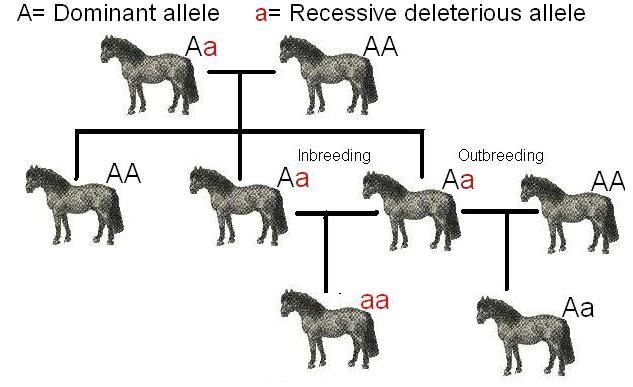
近交衰退案例

近亲繁殖（即有密切亲缘关系的个体间的繁殖）因配偶的基因組相似，会导致更多的隐性性状表现出来。只有在父本和母本的基因组中都存在隐性基因时，隐性性状才可能出现在后代身上。父母基因越相似，后代中出现的隐性性状就越多。因此，親緣關係越近的父本和母本雜交，後代可能具有的纯合子、有害基因越多，从而导致個體適應度非常低。对于在杂合和/或纯合显性性状中赋予优势的等位基因，相应的纯合隐性性状的适应度甚至可能为0（表示不育或後代無法存活）。
右图显示了近交衰退的一个例子。该案例中，a是有害的隐性等位基因。由于在Aa基因型中，A对a呈显性，而a基因没有效果，要使a激活成为表型，就必须形成纯合aa。由于其表型表达减少并且被自然选择减少，隐性经常是有害的表型，会使生物体更不适应其周围环境。
近交衰退还有一套机制，称为超显性，同样也是杂合子适应度更高。超显性可能导致具有许多纯合基因型的种群适应度降低，即使相应的基因不是有害的或隐性的。在此情况下，如果以纯合子形式存在，即使是显性等位基因也会导致适应度降低（另见杂种优势）。
目前尚不清楚这两种机制中哪一种在自然界中更为普遍。实际应用中，例如家畜育种中，一般认为前者更重要——它可能导致产生完全无法存活的后代（意味着断种），而后者只会导致适应度相对降低。

## 历史
查尔斯·达尔文进行了第一个关于近亲衰退的研究项目。他在57个物种的植物中设计进行字自体受精和交叉受精，结果表明，自体受精植物的后代平均比交叉受精植物的后代更矮、开花更晚，产生种子更少。由此，他记录了近亲衰退的现象。